# Radoslav Židek
Radoslav Židek (n. 15 octombrie 1981, Žilina, RS Slovacă, Cehoslovacia) este un sportiv ce a reprezentat Slovacia, medaliat olimpic. A participat la o ediție a Jocurilor Olimpice (2006) în care a câștigat o medalie de argint.

## Participări
Lista de mai jos prezintă principalele competiții la care a participat Radoslav Židek de-a lungul carierei.
- snowboarding at the 2006 Winter Olympics – men's snowboard cross[*]